# Philipp Lenhard
Philipp Lenhard (* 1980 in Bielefeld) ist ein deutscher Historiker.

## Leben
Lenhard wuchs in Detmold auf, machte dort 2001 sein Abitur und studierte danach Judaistik, Philosophie und Anglo-Amerikanische Geschichte an der Universität zu Köln, wo er 2010 seinen Magisterabschluss machte. Von 2011 bis 2014 war er Stipendiat beim Internationalen Graduiertenkolleg „Religiöse Kulturen im Europa des 19. und 20. Jahrhunderts“. In diesem Zusammenhang entstand auch seine Promotion, die er 2014 abschloss. Von 2014 bis 2022 war er als Akademischer Rat auf Zeit am Lehrstuhl für Jüdische Geschichte und Kultur an der Universität München tätig. Im Wintersemester 2016/2017 hatte er eine Vertretungsprofessur am Martin-Buber-Institut für Judaistik der Kölner Universität inne. In seinem Habilitationsprojekt beschäftigte er sich mit dem Thema Wahlverwandtschaften – Eine jüdische Kulturgeschichte der Freundschaft im 20. Jahrhundert. Im Februar 2022 erhielt er die Lehrberechtigung für die Fächer Neuere und Neueste Geschichte sowie Jüdische Geschichte und Kultur. Mitte 2022 erhielt er eine DAAD-Professur an der University of California, Berkeley für den Bereich Late Modern Europe. Seit September 2024 vertritt er den Lehrstuhl für Jüdische Geschichte und Kultur an der Universität München.
Lenhard wurde für seine Dissertation mit dem Titel Von Blut und Geist. Die Entstehung moderner jüdischer Ethnizität in Frankreich und Deutschland, 1782–1848 der Max-Weber-Preis für das Jahr 2020 zugesprochen.
2019 veröffentlichte Lenhard mit Friedrich Pollock – Die graue Eminenz der Frankfurter Schule die erste, viel beachtete Biographie über Friedrich Pollock. Außerdem ist er Herausgeber der Gesammelten Schriften Pollocks im Ça ira-Verlag, die seit 2018 erscheinen. Im März 2024 erschien seine Darstellung zum Institut für Sozialforschung.

## Schriften (Auswahl)
- Café Marx. Das Institut für Sozialforschung von den Anfängen bis zur Frankfurter Schule, C.H. Beck, München 2024, ISBN 978-3-406-81356-6.
- Wahlverwandtschaften. Kulturgeschichte der Freundschaft im deutschen Judentum, 1888–1938., Mohr Siebeck, Tübingen 2023, ISBN 978-3-16-161975-5.
- gemeinsam mit Martin Baumeister und Ruth Nattermann (Hrsg.): Rethinking the Age of Emancipation. Comparative and Transnational Perspectives on Gender, Family, and Religion in Italy and Germany, 1800–1918. Berghahn Books, New York 2020, ISBN 978-1-78920-632-6.
- Friedrich Pollock. Die graue Eminenz der Frankfurter Schule, Jüdischer Verlag im Suhrkamp Verlag, Berlin 2019, ISBN 978-3-633-54299-4.
  - englische Übersetzung: Friedrich Pollock. The Éminence Grise of the Frankfurt School (= Historical Materialism Book Series, Band 324), Brill, Leiden 2024, ISBN 978-90-04-50748-7.
- (Hrsg.): Friedrich Pollock: Gesammelte Schriften, Ça Ira, Freiburg 2018 ff.
- Volk oder Religion? Die Entstehung moderner jüdischer Ethnizität in Frankreich und Deutschland 1782–1848, Vandenhoeck & Ruprecht, Göttingen 2014, ISBN 978-3-525-31025-0.
- gemeinsam mit Alex Gruber (Hrsg.): Gegenaufklärung. Der postmoderne Beitrag zur Barbarisierung der Gesellschaft, Ça Ira, Freiburg 2011, ISBN 978-3-86259-101-5.